# 1432 год в науке
В 1432 году произошли различные научные и технологические события, некоторые из которых представлены ниже.

## События
- Основан университет во французском городе Кане.

## Родились
- возможно — Алоизий Када-Мосто — этнограф, путешественник. (род. 1488)